# Dirk van Osch
Dirk van Osch (Deurne, 16 januari 1983) is een voormalig Nederlands voetballer die doorgaans als centrale verdediger of rechtsback speelde.

## Loopbaan
Van Osch doorliep de jeugdopleiding van VVV en PSV en gold er als een talentvolle speler. Hij werd enkele malen ook geselecteerd voor vertegenwoordigende elftallen. Op 29 augustus 2003 maakte hij zijn profdebuut namens VVV als invaller in de slotminuut voor Bas Jacobs tijdens een thuiswedstrijd tegen Stormvogels/Telstar (3-0). Na een jaar verliet Van Osch het betaald voetbal. Na enkele seizoenen bij hoofdklasser SV Deurne vertrok hij in 2006 naar Zuid-Limburg en sloot in 2019 zijn spelersloopbaan af bij Caesar.

## Statistieken
| Seizoen         | Club            | Competitie      | Competitie | Competitie | Beker | Beker | Nacompetitie | Nacompetitie | Totaal | Totaal |
| Seizoen         | Club            | Competitie      | Wed.       | Dlp.       | Wed.  | Dlp.  | Wed.         | Dlp.         | Wed.   | Dlp.   |
| --------------- | --------------- | --------------- | ---------- | ---------- | ----- | ----- | ------------ | ------------ | ------ | ------ |
| 2003/04         | VVV-Venlo       | Eerste divisie  | 4          | 0          | 1     | 0     | —            | —            | 5      | 0      |
| Carrière totaal | Carrière totaal | Carrière totaal | 4          | 0          | 1     | 0     | 0            | 0            | 5      | 0      |